# Ibana senagang
Espèce
Ibana senagang est une espèce d'araignées aranéomorphes de la famille des Thomisidae.

## Distribution
Cette espèce est endémique du Sabah en Malaisie,. Elle se rencontre dans le Banjaran Crocker.

## Description
Le mâle holotype mesure 3,5 mm.

## Systématique et taxinomie
Cette espèce a été décrite par Benjamin en 2014.

## Étymologie
Son nom d'espèce lui a été donné en référence au lieu de sa découverte, Ulu Senagang.

## Publication originale
- Benjamin, 2014 : « Two new species of Pharta Thorell, 1891 with the description of Ibana senagang gen. et sp. nov. (Araneae: Thomisidae). » Zootaxa, no 3894(1), p. 177-182.